# ماركوس رولاند
ماركوس رولاند (بالإنجليزية: Marcus Rowland)‏ هو منافس ألعاب قوى أمريكي، ولد في 11 مارس 1990 في سبارتانبرغ في الولايات المتحدة.

## وصلات خارجية
- ماركوس رولاند على موقع الاتحاد الدولي لألعاب القوى (الإنجليزية)
- ماركوس رولاند على موقع TFRRS.org (الإنجليزية)